# Viana do Bolo
Viana do Bolo és un municipi de la província d'Ourense a Galícia. Pertany a la Comarca de Viana.
| 8.016 | 7.906 | 8.448 | 6.411 | 3.663 |
| Fonts: INE i IGE (Els criteris de registre censal variaren i les dades de l'INE i de l'IGE poden no coincidir.) |       |       |       |       |

## Cultura
L'Entrudio (el carnaval) és molt sonat i el dia dels compadres els homes tiren farina a les dones, i el dijous següent (comadres) elles li tiren als homes. El diumenge gros es fa un menjar en el pavelló per a tot el món que vulgui participar amb ball. Sobre aquests costums existeix un llibre, escrit entre 1900 i 1906, del jurista i historiador Nicolás Tenorio Cerero anomenat "La aldea gallega" (1914) que narra els costums locals de l'època.
Des de 2015 es celebra a Viana do Bolo i Vilariño de Conso la "Mascarada Ibérica" (anomenada com "Festival Internacional Mascarada Ibérica ViBoMask" en 2020). Aquest festival, que exerxeix com preludi del Entrudio local, té lloc o a gener o a març i dins la seva sexta edició vaig congregar més de 40 mascarades d'hivern de diferents punts d'Espanya, Portugal i d'Itàlia, amb gairebé 700 participants, el que la converteix en la major concentració de mascarades de tota la Península Ibèrica.

## Personatges il·lustres
- Tiberio Ávila Rodríguez, diputat republicà i fundador del Centre Gallec de Barcelona.